# Paulianodes tsaratananae
Paulianodes tsaratananae är en nattsländeart som beskrevs av Ross 1956. Paulianodes tsaratananae ingår i släktet Paulianodes och familjen stengömmenattsländor. Inga underarter finns listade i Catalogue of Life.